# Janice Bremner
Janice Lynn Bremner (ur. 15 lipca 1974 w Burlington) – kanadyjska pływaczka synchroniczna, wicemistrzyni olimpijska.
Na pływackich mistrzostwach świata rozgrywanych w 1994 oraz na igrzyskach panamerykańskich rozgrywanych w 1995 roku zdobyła tytuły wicemistrzyni w konkurencji drużyn. W 1996 uczestniczyła w igrzyskach olimpijskich w Atlancie, gdzie udało się zdobyć razem z innymi koleżankami z kadry srebrny medal (Kanadyjki uzyskały ostatecznie rezultat 98,367 pkt).